# Paedophryne titan
A Paedophryne titan  a kétéltűek (Amphibia) osztályába és  a békák (Anura) rendjébe, a Szűkszájúbéka-félék (Microhylidae) családjába tartozó faj.

## Előfordulása
Pápua Új-Guinea endemikus faja. Az ország délkeleti részén, a Normanby-sziget keleti oldalán, 500–560 m-es tengerszint feletti magasságban honos.

## Megjelenése
A Paedophryne titan apró békafaj, a paratípus példány hossza 11,1 mm. Háti bőre sima, közepesen barna színű, oldalán egy-egy sötétbarna folttal. A Paedophryne dekot fajtól határozottan megkülönbözteti lábának második ujján látható korong.

## Életmódja
Primér esőerdők avarjában kialakult üregekben él.